# Hadena conspurcata
Hadena conspurcata är en fjärilsart Hadena conspurcata ingår i släktet Hadena och familjen nattflyn. Inga underarter finns listade i Catalogue of Life.